# 딘 맥더못

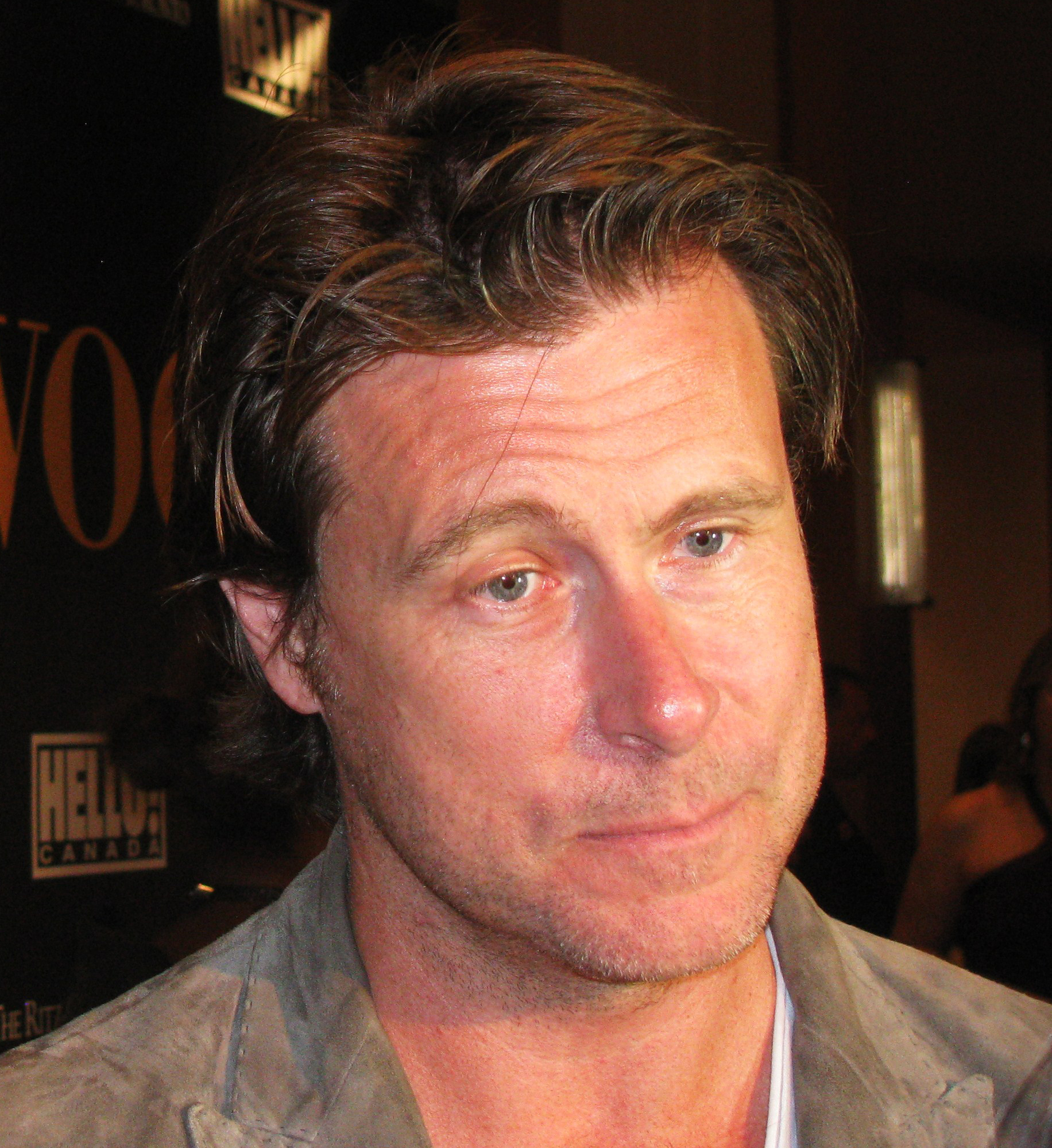

딘 맥더멋(Dean McDermott, 1966년 11월 16일 ~ )은 캐나다의 배우이다.
토론토에서 태어났다.

## 영화
- 갈릭 앤 건파우더 (2017년)
- 얼빈 웰쉬스 엑스터시 (2011년)
- 스컬스 3 (2004,The Skulls III)
- 오픈 레인지 (2003년)
- 미싱 (2003년)
- 크리스마스 비지터 (2002년)
- 클레어 작전 (2001년)
- 최후의 바이러스 전쟁 (2001년)
- 살인 공모 (2000년)
- 더 월 (1998년)
- 블러드 레인 (1998년)
- 때로는 모든 걸 잃어볼 필요가 있다 (1998년)
- 누가 엘리를 죽였는가? (1998년)
- Ed McBain's 87th Precinct: Ice (1996)
- 위험한 선택 (1996년)
- 아이언 이글 4 (1995년)
- 정열의 스텝 (1991년)